# Curtiss Model H
Curtiss Model H là một dòng tàu bay tầm xa của Hoa Kỳ.

## Biến thể

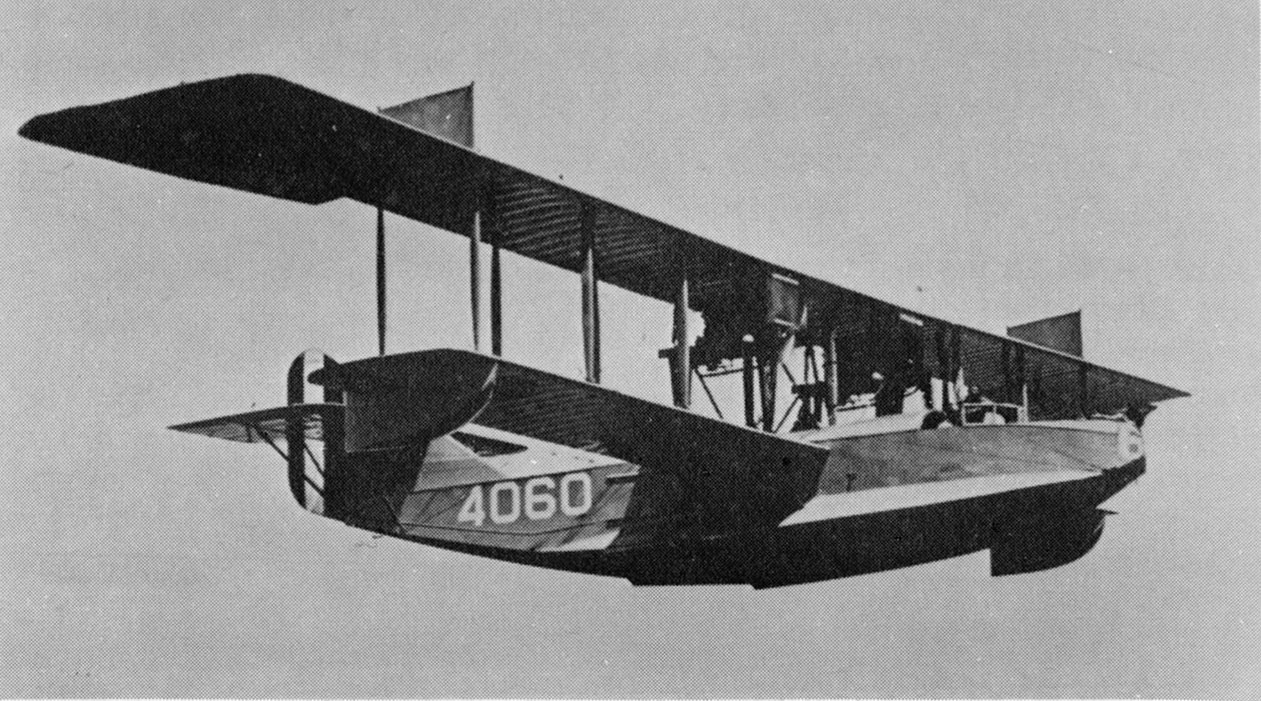
Curtiss H-16 thuộc Hải quân Hoa Kỳ

- Model H-1 hay Model 6
- Model H-2
- Model H-4:
- Model H-8:
- Model H-12 hay Model 6A
  - Model H-12A hay Model 6B
  - Model H-12B hay Model 6D
  - Model H-12L
- Model H-16 or Model 6C
  - Model H-16-1
  - Model H-16-2

## Quốc gia sử dụng
Anh Quốc
- Không quân Hoàng gia
- Cục Không quân Hải quân Hoàng gia

 Hoa Kỳ
- Hải quân Hoa Kỳ

## Tính năng kỹ chiến thuật (Model H-12A)
Dữ liệu lấy từ British Naval Aircraft since 1912 
Đặc điểm tổng quát
- Kíp lái: 4
- Chiều dài: 46.5 ft  in (14.18 m)
- Sải cánh: 92.71 ft  in (28.26 m)
- Chiều cao: 16.5 ft  in (5.03 m)
- Diện tích cánh: 1,216 ft2 (113.0 m2)
- Trọng lượng rỗng: 7.293 lb (3.609 kg)
- Trọng lượng có tải: 10.650 lb (5.550 kg)
- Động cơ: 2 × Rolls-Royce Eagle I, 275 hp (205 kW) mỗi chiếc

Hiệu suất bay
- Vận tốc cực đại: 85 mph (137 km/h)
- Thời gian bay: 6 giờ
- Trần bay: 10.800 ft (3.292 m)
- Vận tốc lên cao: 336 ft/min (1,7 m/s)

Vũ khí trang bị
- 4 × súng máy Lewis.303 in (7,7 mm)
- 4 × quả bom 100 lb (45 kg) hoặc 2 × quả bom 230 lb (105 kg)